# 野独活
野独活（学名：Miliusa chunii）是番荔枝科野独活属的植物。灌木，高2-5米，分布于越南以及中国大陆的广西、广东、云南等地，生长于海拔300米至1,100米的地区，见于山地密林中及山谷灌木林中，目前尚未由人工引种栽培。

## 别名
密榴木（植物学名词审查表）；细梗密榴木（中国植物学杂志）；算盘子密榴木（广西植物名录）